# Super Lovers
 (février 2017).
Si vous disposez d'ouvrages ou d'articles de référence ou si vous connaissez des sites web de qualité traitant du thème abordé ici, merci de compléter l'article en donnant les références utiles à sa vérifiabilité et en les liant à la section « Notes et références ».
Super Lovers (スーパーラヴァーズ, Sūpāravāzu) est un manga de type shōnen-ai (Yaoi) écrit par Miyuki Abe. Il est prépublié depuis 2009 dans le magazine Emerald de l’éditeur Kadokawa Shoten. La version française est publiée par Taifu Comics depuis mai 2013. Une adaptation en anime de dix épisodes, produite par le Studio Deen, est diffusée entre le 6 avril et le 6 juin 2016 au Japon et en simulcast sur Crunchyroll dans les pays francophones. Une seconde saison est diffusée du 12 janvier au 16 mars 2017.

## Synopsis
Après une vie de famille difficile et à la suite du divorce de ses parents, le jeune Haru Kaidou part vivre au Canada avec sa mère avant de retourner au Japon chez son père qui a refait sa vie. Il y vit avec son père, sa belle-mère (qu'il appelle « maman ») et ses demi-frères (jumeaux).
Plus tard, à la demande de sa mère biologique, il retourne au Canada et découvre qu'elle a adopté un jeune garçon du nom de Ren. Mais ce dernier est un vrai sauvage qui n'écoute personne.
Ren et Haru vont passer l'été ensemble avant que ce dernier ne retourne au Japon. En revenant de l'aéroport Haru et ses parents ont un accident, Haru restera dans le coma pendant un mois. À son réveil il n'a aucun souvenir de l'été passé avec Ren, de la mort de ses parents dans l'accident de voiture ni que ses frères vivent alors avec leur grand-mère maternelle.
Quelques années plus tard Haru est devenu host dans un club pour pouvoir payer les futures études de ses frères mais Ren (qui a en réalité été adopté par le couple) vient vivre avec lui. Au début Haru est réticent, car il ne se souvient pas de leur été passé ensemble et il ne se sent pas à la hauteur. Ren va finalement rentrer au Canada et Haru va le suivre. Un an plus tard ils reviennent au Japon et vont vivre à quatre avec les deux autres frères.
Petit à petit, Haru aidé de ses frères et de ses amis va tenter d'éduquer Ren et peut-être ainsi l'aider à former une vraie famille.

## Personnages

### Personnages principaux
Haru Kaidō (海棠晴, Kaidō Haru)
Voix japonaise: Toshiyuki Morikawa (drame CD), Tomoaki Maeno (TV anime)
Le frère aîné et la tête des ménages de la famille Kaidou. Il est le frère adoptif de Ren et le demi-frère d’Aki et Shima. Il y a 5 ans, quand il est allé visiter le Canada, il a rencontré Ren. Même si Ren était très hostile envers lui, il a réussi à faire que Ren ouvre son cœur. Il a perdu ses souvenirs de cet été quand il est revenu au Japon en raison d’un accident. Quand il revoit Ren, il n’est plus très porté sur le côté « frère », mais rapidement il se rapproche à nouveau de lui. Il a tendance à radoter sur Ren au grand dam du jeune garçon ainsi que des deux jeunes frères jumeaux d’Haru, surtout Aki. Il est quart canadien. Il a une personnalité gentille et enfantine et se soucie beaucoup de tous ses frères, en particulier de Ren.
Ren Kaidō (海棠零, Kaidō Ren)
Voix japonaise: Hiroshi Kamiya, Yūko Sanpei (jeunes) (drame CD), Junko Minagawa (anime TV)
Le 4e et le plus jeune frère de la famille Kaidou. Il y a 5 ans, il était un peu un sale gosse anti-social sauvage qui se comportait comme un chien, ce qui a donné des difficultés à Haruko pour l’élever. Quand il a rencontré Haru, sa vie a progressivement changé et il a commencé à accepter la vie en société à cause de lui. Il étudie dans un lycée de Tokyo et commence à se faire des amis. Dans la série, Ren a une personnalité calme et stable, et il est plus mature que son âge. Selon Haruko, il y a une possibilité que son nom de naissance soit Allen et que sa mère biologique soit une toxicomane qui l’aurait vendu pour de la drogue. Ceci, cependant, n’a pas été confirmé.
Aki Kaidō (海棠亜樹, Kaidō Aki)
Voix japonaise: Jun Fukuyama (drama CD), Yoshitsugu Matsuoka (TV anime)
Le deuxième frère de la famille Kaidou. Il a une attitude effrontée et obstinée comparé à son jumeau Shima. Il semble avoir un léger complexe fraternel à propos d’Haru et Shima. Il n’aime pas trop Ren au début, mais s’entend mieux avec lui au fil du temps surtout quand ils commencent tous à vivre ensemble.
Shima Kaidō (海棠蒔麻, Kaidō Shima)
Voix japonaise: Daisuke Ono (drame CD), Takuma Terashima (TV anime)
Le troisième frère de la famille Kaidou. Il a une personnalité calme et est plus grand que son jumeau Aki. Il est plus compréhensif que son frère concernant Ren.
Takashi Kaidō (海棠崇, Kaidō Takashi)
Voix japonaise: Teruaki Ogawa (drame CD)
Le père biologique d’Haru. Il meurt dans un accident de voiture au début de la série.
Ruri Kaidō (海棠留理, Kaidō Ruri)
Voix japonaise: Yūko Sasaki (drama CD)
La belle-mère d’Haru. Elle meurt dans un accident de voiture au début de la série.

### Autres personnages
Ikuyoshi Sasaki (佐々木郁芳, Sasaki Ikuyoshi)
Voix japonaise: Itsuki Takizawa (drame CD), Ayumu Murase (TV anime)
Un hôte et collègue d’Haru ayant une attitude amicale et enjouée. Il admire Haru et le suit pour travailler au café le White Fang, où il fournit les ingrédients grâce à sa famille de la campagne. Il appelle affectueusement Ren, Ren-Ren.
Juzen Kurosaki (黒崎十全, Kurosaki Juzen)
Voix japonaise: Kazuyuki Okitsu (drama CD), juin Fukushima (TV anime)
Le meilleur ami et camarade de classe de Ren. Il vit dans une résidence étudiante à côté de leur école. Il a un frère plus grand que lui âgé de 18 ans et une sœur dont on ne connaît pas l'âge.
Haruko D. Dieckmann (春子· D ·ディークマン, Haruko Di Dīkuman)
Voix japonaise: Atsuko Tanaka (CD drame et TV anime)
La mère biologique d’Haru et adoptive de Ren. Elle est restée avec Ren après qu’Haru est parti pour le Japon. Elle est membre du CERN et est ami avec Mikiko.
Mikiko Kashiwagi (柏木幹子, Kashiwagi Mikiko)
Voix japonaise: Yoko Soumi (CD drame et TV anime)
Une amie d’Haruko. Elle est aussi l’avocate des frères Kaidou.
Kiri Kondō (近藤紀里, Kondō Kiri)
Voix japonaise: Eri Kitamura (drame CD), Ryoko Shiraishi (TV anime)
Une étudiante et une autre amie de Ren à son école.
Seiji Takamori (高森清次, Takamori Seiji) / Kiyoka (清華, Kiyoka)
Voix japonaise: Mitsuki Saiga (CD drame et TV anime)
Un ami de lycée d’Haru. Il s’habille avec des tenues de femmes et prend alors le nom de Kioka. Il aide Haru quand celui-ci décide d’ouvrir son propre café.
Ai-chan (愛ちゃん)
Une collégienne de première année tutorée par Shima. Depuis que ses parents ont divorcé, elle vit avec ses grands-parents. Elle apparaît dans l’épisode 8.
Mimi Anzai (安西ミミ, Anzai Mimi)
Une cliente régulière du café le White Fang, elle a les cheveux blonds ondulés. Elle et Wakana apparaissent dans l’épisode 9.
Wakana Anzai (安西若菜, Anzai Wakana)
La sœur de Mimi est une autre cliente du White Fang, elle a les cheveux courts et bruns.

## Manga
Le manga, écrit et dessiné par Miyuki Abe, est prépublié à partir de 2009 dans le magazine Ciel, avant d’être transféré en 2014 dans le magazine Emerald, publié par Kadokawa Shoten. Le premier volume relié est publié le 28 juillet 2010.

### Liste des tomes
| no | Japonais           | Japonais          | Français         | Français          |
| no | Date de sortie     | ISBN              | Date de sortie   | ISBN              |
| -- | ------------------ | ----------------- | ---------------- | ----------------- |
| 1  | 28 juillet 2010    | 978-4-04-854500-6 | 23 mai 2013      | 978-2-3518-0736-1 |
| 2  | 26 novembre 2010   | 978-4-04-854562-4 | 23 mai 2013      | 978-2-3518-0737-8 |
| 3  | 28 juin 2011       | 978-4-04-854644-7 | 25 juillet 2013  | 978-2-3518-0765-1 |
| 4  | 28 novembre 2011   | 978-4-04-120074-2 | 24 octobre 2013  | 978-2-3518-0772-9 |
| 5  | 30 août 2012       | 978-4-04-120388-0 | 12 décembre 2013 | 978-2-3518-0791-0 |
| 6  | 1er novembre 2013  | 978-4-04-120900-4 | 27 mars 2014     | 978-2-3518-0811-5 |
| 7  | 1er août 2014      | 978-4-04-101894-1 | 24 avril 2015    | 978-2-3518-0872-6 |
| 8  | 1er août 2015      | 978-4-04-103300-5 | 28 avril 2016    | 978-2-3518-0983-9 |
| 9  | 30 avril 2016      | 978-4-04-104150-5 | 26 mai 2017      | 978-2-3750-6033-9 |
| 10 | 1er janvier 2017   | 978-4-04-104151-2 | 22 février 2018  | 978-2-3750-6088-9 |
| 11 | 1er septembre 2017 | 978-4-04-105295-2 | 27 juin 2019     | 978-2-3750-6129-9 |
| 12 | 28 décembre 2018   | 978-4-04-107622-4 |                  |                   |
| 13 | 30 août 2019       | 978-4-04-108600-1 |                  |                   |
| 14 | 1er septembre 2020 | 978-4-04-109799-1 |                  |                   |
| 15 | 1er septembre 2021 | 978-4-04-111665-4 |                  |                   |
| 16 | 1er septembre 2022 | 978-4-04-112834-3 |                  |                   |
| 17 | 1er septembre 2023 | 978-4-04-113998-1 |                  |                   |
| 18 | 30 août 2024       | 978-4-04-115199-0 |                  |                   |
| 19 | 1er septembre 2025 |                   |                  |                   |

## Anime
Une adaptation en anime est annoncée par un document inclus dans la réédition du premier volume du manga √WPB de Shungiku Nakamura. L’anime est réalisé par Shinji Ishihira et écrit par Yoshiko Nakamura, au sein du studio d'animation Studio Deen. Miki Takihara est responsable des dessins des personnages de la série. Le thème d’ouverture est Okaeri par Yusuke Yata et le thème de fin est Bonheur YOU & ME par Kaidō 4 kyodai (les voix des acteurs de Ren, Haru, Aki et Shima). La série de 10 épisodes est diffusée à partir du 6 avril 2016 sur Tokyo MX, Sun TV, BS11, Chiba TV, TVK, Mie TV, TVQ Kyushu Broadcasting, Gifu Broadcasting et TV Saitama.
Un OAV de 20 minutes est inclus avec le 10e volume du manga sorti le 1er janvier 2017. Une deuxième saison de l’anime est diffusée du 12 janvier au 16 mars 2017. Le thème d’ouverture est Hare-Iro Melody par Yusuke Yata, tandis que le thème de fin est Gyun to Love Song par Kaidō 4 kyodai.

### Liste des épisodes

#### Saison 1
| No | Titre français | Titre japonais      | Titre japonais                     | Date de 1re diffusion |
| No | Titre français | Kanji               | Rōmaji                             | Date de 1re diffusion |
| --- | -------------- | ------------------- | ---------------------------------- | --------------------- |
| 1 |                | フォレストグリーン  | Shinrin Midori (Forest Freen)      | 6 avril 2016          |
| Haru Kaidou, élève du secondaire, arrive au Canada durant les vacances d’été après avoir reçu des fausses nouvelles comme quoi sa mère biologique, Haruko, est dans un état critique. Il y rencontre un jeune garçon prénommé Ren, son nouveau frère adoptif, et est forcé de passer l’été avec lui et de lui enseigner comment agir et se comporter normalement afin qu’il puisse intégrer dans la société et même survivre dans le monde extérieur. Chaque jour est une bataille avec Ren, qui refuse d’écouter qui que ce soit. Cependant, comme Ren finit par aimer Haru peu à peu et Haru en vient à adorer Ren aussi, ils se font une certaine « promesse »… |                |                     |                                    |                       |
| 2 |                | 黒い目              | Kuroi Me (Black Eye)               | 13 avril 2016         |
| Cela fait cinq ans depuis cet été. Haru travaille comme hôte dans un club tout en économisant de l’argent pour les frais de scolarité de ses frères jumeaux. Un jour, Mikiko, l’avocate d’Haru l’invite à son bureau où il est réuni avec Ren maintenant adolescent. Trois mois avant que ses parents meurent dans un terrible accident de voiture, ils ont adopté Ren d’un orphelinat. Depuis l’accident, Haru a perdu la mémoire de ces vacances, mais Ren insiste pour vivre avec lui ! |                |                     |                                    |                       |
| 3 |                | ホワイト·クリスマス | Shiro Kurisumasu (White Christmas) | 20 avril 2016         |
| Les petits frères jumeaux d’Haru, Aki et Shima sont bouleversés par l’apparition soudaine d’un « quatrième frère » dans la famille Kaidou, et l’attitude trop affectueuse d’Haru envers Ren enrage Aki. Pendant ce temps, Haru assiste à un accident de voiture en ville. Depuis, Haru laisse Ren vivre seul dans l’appartement. En plus de cela, alors que Ren est seul, une des clientes d’Haru du club d’hôte s’introduit dans l’appartement. |                |                     |                                    |                       |
| 4 |                | 若い草              | Wakai Kusa (Young Grass)           | 27 avril 2016         |
| Le printemps arrive, et le rêve d’Haru de vivre avec ses trois frères devient finalement réalité. Ils déménagent dans une grande maison ensembles, et avec l’aide de son ancien collègue Ikuyoshi, les plans d’Haru pour ouvrir un café semblent se passer bien… quand quelque chose préoccupe alors Haru : Ren reste enfermé dans sa chambre. Irrité par l’attitude de Ren, Aki lui dit qu’il n’est qu’un enfant inutile incapable de faire quoi que ce soit tout seul. |                |                     |                                    |                       |
| 5 |                | 桜の花              | Sakura no hana (Cherry Blossom)    | 4 mai 2016            |
| Juste au moment où Ren assiste à son premier jour d’école, il est vu embrassant Haru pour lui dire au revoir par son camarade de classe, Juzen Kurosaki. Son ami lui demande si Haru est son petit ami. Pendant ce temps, incapable de s’habituer à la relation toujours plus étroite d’Haru et Ren, Ikuyoshi pose une question à Haru. Mais, lorsqu’Haru répond en plaisantant à moitié qu’il ne sera jamais intéressé par un enfant avec si peu de sex-appeal, Ren surprend leur conversation… |                |                     |                                    |                       |
| 6 |                | 曇り空              | Kumori Sora (Cloudy Sky)           | 11 mai 2016           |
| Alors qu’Haru et Ren sont sortis dans un zoo à proximité pour regarder les animaux, Aki appelle Haru pour lui faire savoir qu’une femme qui se fait appeler Kiyoka s’est présentée à la maison. Kiyoka est le camarade de lycée d’Haru et le copropriétaire du café qu’ils sont sur le point d’ouvrir. Tout en discutant des plans et des préparatifs pour le magasin, Kiyoka mentionne une certaine femme à Haru et lui donne ses coordonnées. |                |                     |                                    |                       |
| 7 |                | 白い牙              | Howaito Fangu (White Fang)         | 18 mai 2016           |
| Un roman que Ren a ramené du Canada est l’un des anciens favoris d’Haru et raconte l’histoire d’un loup gris solitaire qui rencontre un homme qu’il apprend à reconnaître comme son maître. Se haïssant déjà pour avoir fait dire à Ren qu’il sera « juste un frère, » Haru est achevé par les paroles de Seika. Pendant ce temps, Ren gère sa vie de lycéen avec l’aide de son camarade de classe Juuzen et Kiri Kondo, une étudiante revenue de l’étranger, mais il s’effondre pendant le cours de sport et est envoyée à l’infirmerie. |                |                     |                                    |                       |
| 8 |                | 青空                | Aoi Sora (Blue Sky)                | 25 mai 2016           |
| Le café d’Haru, le « White Fang » (Croc-Blanc), commence rapidement à se remplir de clients peu de temps après son ouverture. Même la relation récemment bizarre entre Haru et Ren est de retour à la normale. Cependant, Aki est d’humeur massacrante. Shima a passé tout son temps à prendre soin de Natsukawa Ai, l’une de ses étudiants dont il est le tuteur. Shima se sent obligé de prendre soin d’Ai, une collégienne dont les parents sont divorcés, qui vit avec sa grand-mère, et qui a des difficultés à l’école. Quand il va même à sa rencontre tard dans la nuit, Aki perd alors son calme.                                                         |                |                     |                                    |                       |
| 9 |                | 梅雨                | Ame no Shīzun (Rainy Season)       | 1 juin 2016           |
| Haru se réveille tout à coup dans sa chambre à cause du bruit de la pluie. Bouleversé par la vue de Ren dans son rêve, sa respiration devient erratique. Réalisant la raison de son rêve, le lendemain matin Haru interroge Ikuyoshi. Pendant ce temps, l’expérience de sa première saison des pluies au Japon, le stress de ne pas pouvoir faire du jogging à cause de l’humidité et la pluie, Ren commencer à se sentir malade et souffrant. Du coup, il saigne du nez en parlant à Juuzen à l’école et est amené à l’infirmerie. Mais l’infirmier de l’école lui pose alors une incroyable question…                                                            |                |                     |                                    |                       |
| 10 |                | 夏の嵐              | Natsu no arashi (Summer Storm)     | 8 juin 2016           |
| L’e-mail envoyé par Ren, décide Haruko à venir depuis la Suisse pour une visite au Japon. Impatient de revoir Haruko, Ren bouillonne d’enthousiasme. Mais croyant qu’Haruko puisse remarquer comment sa relation avec Ren a évolué, Haru n’arrive pas à se réjouir véritablement de la visite d’Haruko. Lorsqu’Haruko arrive enfin à la maison familiale des Kaidou, Ren essaie de lui dire ce qu’il pense. |                |                     |                                    |                       |

#### Saison 2
| No | Titre français | Titre japonais | Titre japonais  | Date de 1re diffusion |
| No | Titre français | Kanji          | Rōmaji          | Date de 1re diffusion |
| -- | -------------- | -------------- | --------------- | --------------------- |
| 1  |                |                | In the Pink     | 12 janvier 2017       |
| 2  |                |                | Gold Star       | 19 janvier 2017       |
| 3  |                |                | White Lie       | 26 janvier 2017       |
| 4  |                |                | See Red         | 2 février 2017        |
| 5  |                |                | Black and White | 9 février 2017        |
| 6  |                |                | Marine Blue     | 16 février 2017       |
| 7  |                |                | Sweet Peach     | 23 février 2017       |
| 8  |                |                | Heavy Fog       | 2 mars 2017           |
| 9  |                |                | Silver Lining   | 9 mars 2017           |
| 10 |                |                | Happy Days      | 16 mars 2017          |